# Fellach (Aura)
Die Fellach oder auch Fella ist ein rechter Zufluss der Aura im Landkreis Main-Spessart im bayerischen Spessart. Sie entsteht aus dem Zusammenfluss von Rengersbrunner Bach und Wohnroder Bach auf einer Wiese bei Wohnrod.

## Name
Der Name Fellach besteht aus dem mittelhochdeutschen Wort vëlt und dem althochdeutschen aha. Es bedeutet „Feld“ und „Wasser“. Als Erklärung ergibt sich daraus „ein Wasserlauf durch Felder“. Der Name Fella ist eine Kurzform. Üblicherweise wurden gleichnamige oder ähnlich klingende Ortsnamen nach den Gewässern benannt, die sie durchfließen (vergleiche Ort Aura und Fluss Aura). Die Namen Fellach und Fellen entstanden jedoch parallel. Fellen hatte nie das Wort ach oder aha im Namen.

## Geographie

### Quellbäche

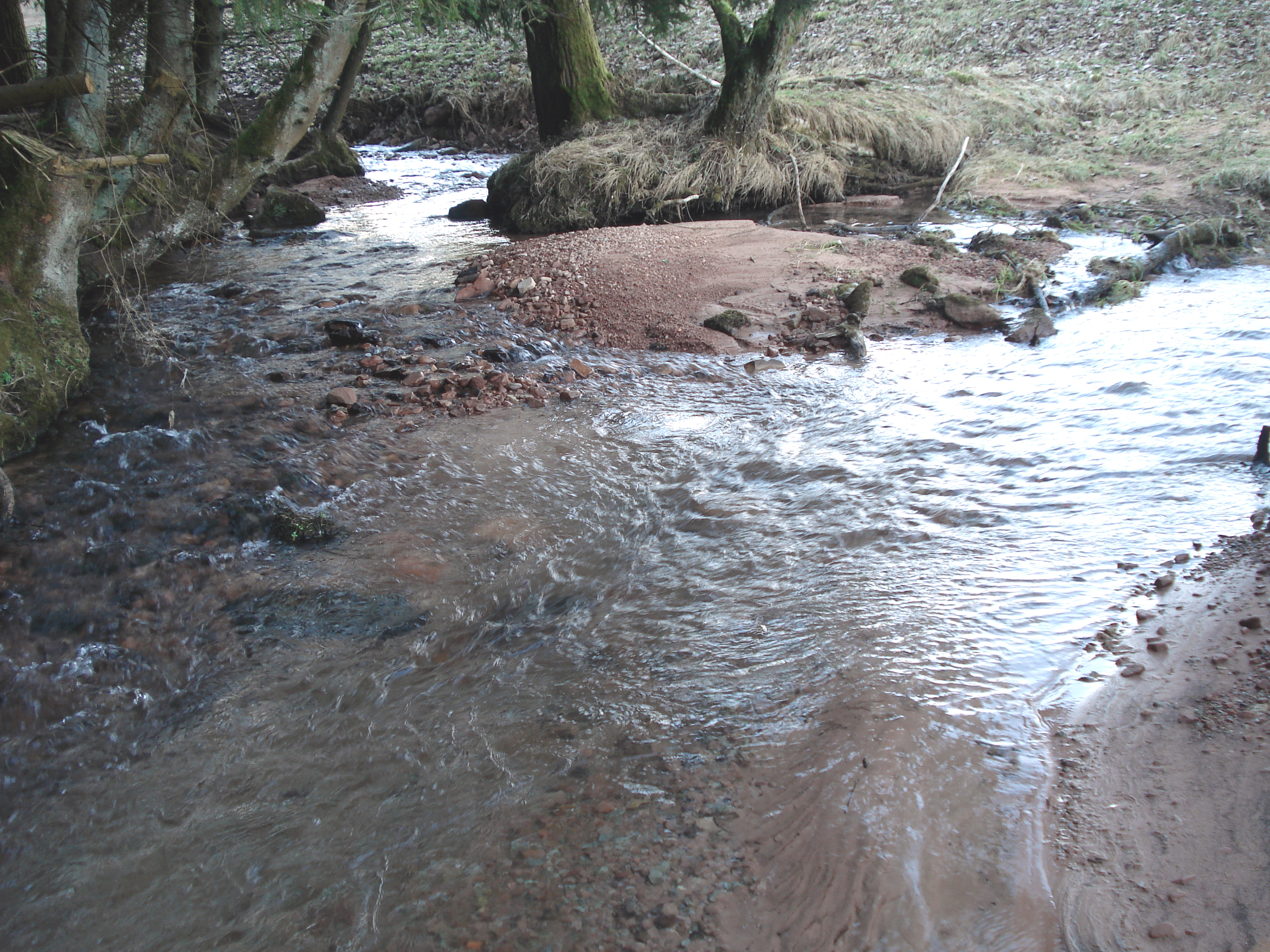
Zusammenfluss von Rengersbrunner Bach (links) und Wohnroder Bach (rechts)

#### Rengersbrunner Bach
Der Rengersbrunner Bach entspringt in Rengersbrunn, einem Ortsteil von Fellen, neben der Wallfahrtskirche Muttergottesstatue. Aus einer offenen Brunnenstube sprudelt das klare Quellwasser. König Barbarossa rastete einst an dieser Quelle. Seitdem trägt sie den Namen Regisborn (Königsbrunnen). Der Name veränderte sich mit den Jahrhunderten in Rengersbrunn. Der Rengersbrunner Bach ist mit gut 3 km der längere Quellbach.

#### Wohnroder Bach
Die Quelle des etwa 1,3 km langen Wohnroder Baches befindet sich am Westrand von Wohnrod in einem Wasserschutzgebiet. Direkt nach der Quelle wurde er zum Betreiben eines Sägewerkes genutzt. Im neu gestalteten Ortskern fließt er an der St. Kilians Kirche über kleine künstliche Kaskaden. In der Nähe der Frickenmühle vereinigt er sich mit dem wasserärmeren Rengersbrunner Bach zur Fellach.

### Verlauf
Ab dem Zusammenfluss der Quellbäche fließt die Fellach Richtung Nordosten nach Fellen. Dort wird sie durch ein gemauertes Gerinne durch den Kernort geleitet. Am östlichen Ortsrand, hinter den Sportplätzen mündet sie in die Aura.

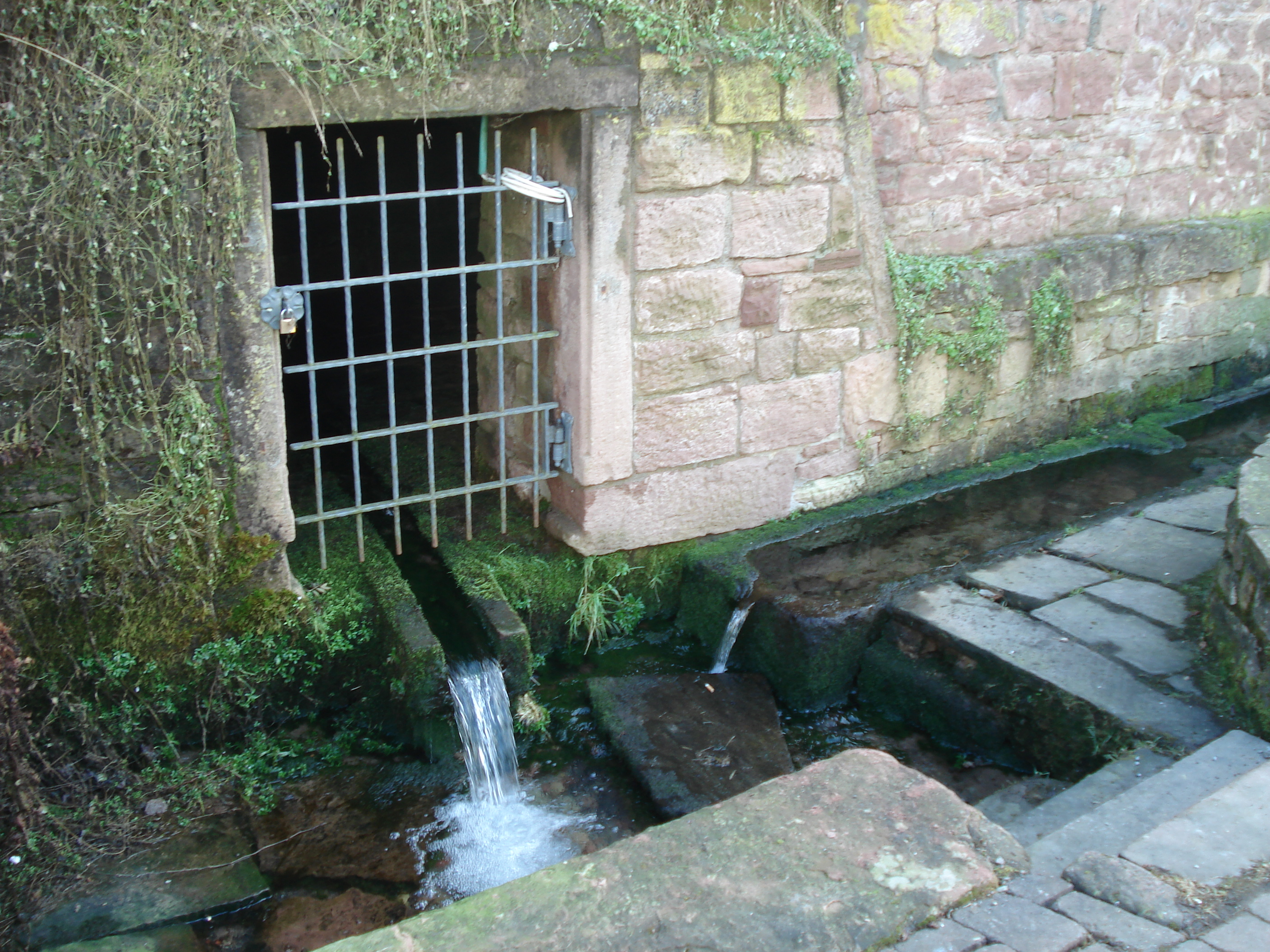
Die Brunnenstube des Regisborns
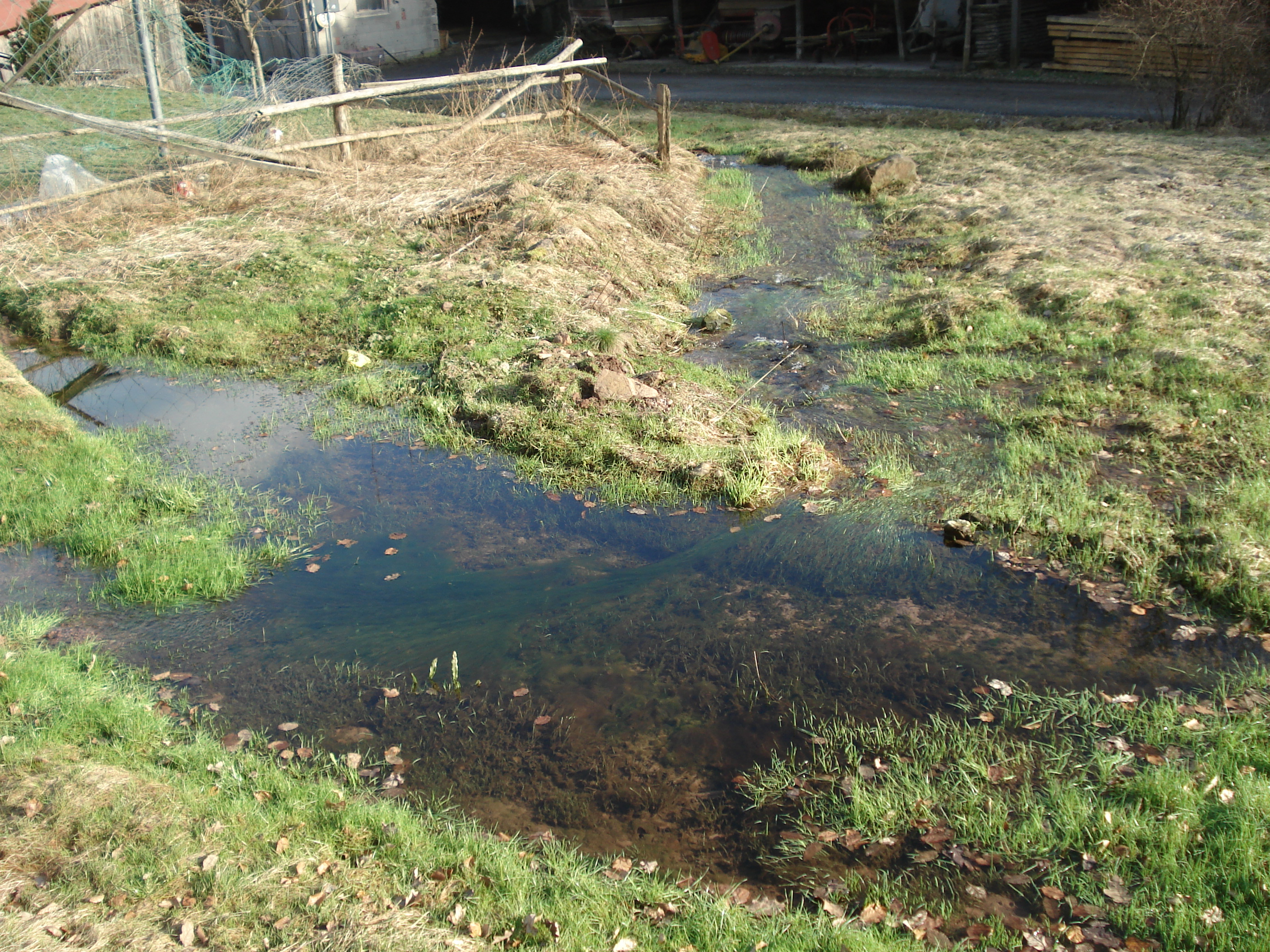
Quelle des Wohnroder Baches
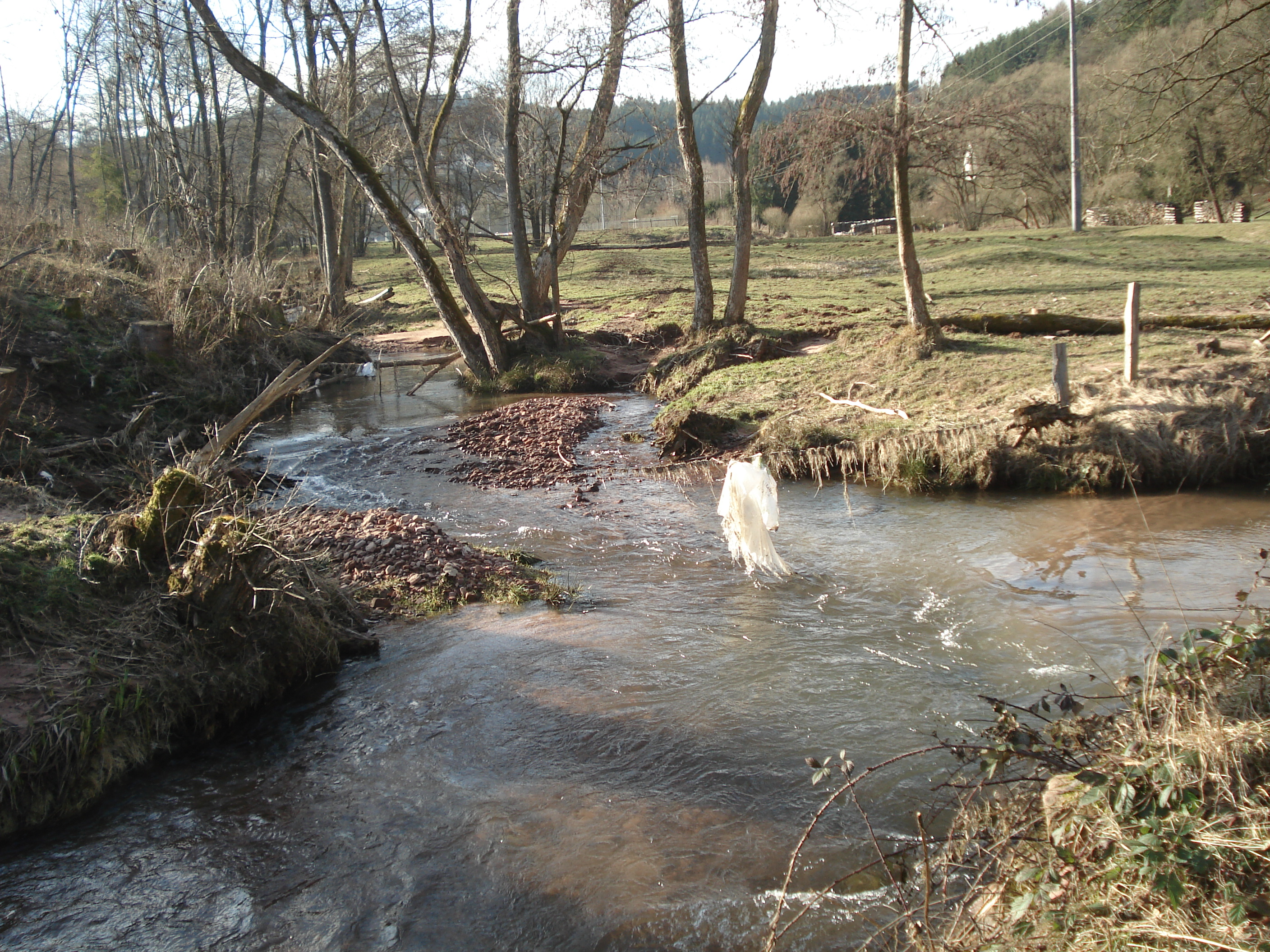
Mündung der Fellach (links) in die Aura (rechts)

### Flusssystem Sinn
- Liste der Fließgewässer im Flusssystem Sinn